# Matthias Kaltenbach
Matthias Kaltenbach (Freiburg im Breisgau, 3 maart 1985) is een Duitse voetbaltrainer.

## Carrière
Kaltenbach begon zijn trainersloopbaan op de voetbalschool van Alfons Higl. Daarna werd hij op 26-jarige leeftijd assistent-coach voor het seizoen 2011/12 voor de Ajunioren (U19) bij TSG 1899 Hoffenheim die uitkwamen in de A - junioren Bundesliga. In het volgend seizoen degradeerde de Hoffenheim junioren bijna en nam Thomas Krücken de U19's over voor het seizoen 2012/13. Met vanaf dat moment Kaltenbach als assistent. Voor het seizoen 2013/14 werd Julian Nagelsmann de nieuwe hoofdtrainer, met wie Kaltenbach Duits A jeugdkampioen werd. 
In het seizoen 2014/15 leidden Nagelsmann en Kaltenbach het team opnieuw na de winst in de regio Zuid / Zuidwest. Maar in de finale voor de landstitel werd verloren bij FC Schalke 04. Nadat Nagelsmann in februari 2016 hoofdtrainer werd van het eerste elftal werd Kaltenbach hoofdtrainer van de U19. Hij werd in het seizoen 2015/16 opnieuw kampioen van de regio Zuid/Zuidwest-seizoen met de A - junioren. In de finale verloor Hoffenheim van Borussia Dortmund.
In het seizoen 2016/17 werd hij de assistent-coach van Nagelsmann bij het eerste elftal van Hoffemheim dat uitkomt in de Duitse Bundesliga. Kaltenbach assisteerde hem drie seizoenen en werd assistent-coach van Nagelsmann's opvolger Alfred Schreuder voor het seizoen 2019/20 die tot 2017 ook assistent was geweest.
In juni 2020 nam de club afscheid van Schreuder en nam Kaltenbach op 9 juni 2020 samen met de U19-coach Marcel Rapp en de U16-coach Kai Herdling de leiding over het eerste elftal over. Hoffemheim stond toen na de 30e speeldag op de 7e plaats stond met 43 punten. De Duitse voetbalbond omschreef de overgangsregeling als een "teamoplossing". Hoewel Rapp de enige was met een licentie voor voetbaltrainer, was Kaltenbach de officiële hoofdtrainer. Onder de leiding van het coaching team won Hoffenheim 3 van de laatste 4 wedstrijden. Het eindigde daarmee op de 6e plaats waarmee het zich rechtstreeks kwalificeerde voor de Europa League.
Voor het seizoen 2020/21 keerde Kaltenbach terug naar de positie van assistent-coach onder de nieuwe hoofdcoach Sebastian Hoeneß. In de zomer van 2022 maakte hij de overstap naar Ajax en assisteerde hij zijn voormalig Hoffenheim-assistent-coach Alfred Schreuder bij de Nederlandse recordkampioen. Na een zevende eredivisiewedstrijd zonder zege werden Schreuder en Kaltenbach op 26 januari 2023 ontslagen.
Prijzen
Kampioen A-Junioren 2014 (als assistent trainer met Hoffenheim U19)
Kampioen A-Junioren Bundesliga – regio Zuid/Zuidwest 2014, 2015, 2016 (als assistent trainer met Hoffenheim U19)